# IFA Premiership (2009/2010)
IFA Premiership 2009/2010 (ze względów sponsorskich zwana Carling Premiership) – 109. edycja najwyższej klasy rozgrywkowej piłki nożnej w Irlandii Północnej.
Brało w niej udział 12 drużyn, które w okresie od 8 sierpnia 2009 do 1 maja 2010 rozegrały 38 kolejek meczów.
Sezon zakończył baraż o miejsce w przyszłym sezonie w IFA Premiership.
Obrońcą tytułu była drużyna Glentoran.
Mistrzostwo po raz czterdziesty dziewiąty w historii zdobyła drużyna Linfield.

## Format rozgrywek
W lidze udział bierze 12 drużyn, walczących o tytuł mistrza Irlandii Północnej w piłce nożnej.
Rozgrywki składają się z dwóch faz. Każda z drużyn rozgrywa w pierwszej fazie po 3 mecze ze wszystkimi przeciwnikami (razem 33 spotkań).
Następnie zespoły podzielone na 2 grupy po 6 uczestników zgodnie z kolejnością w tabeli po 33. kolejce rozgrywają ze sobą po 1 spotkaniu.
Mistrz kraju otrzymuje prawo gry w II rundzie kwalifikacyjnej Ligi Mistrzów UEFA.
Wicemistrz i 3. drużyna zapewniają sobie miejsce w I rundzie kwalifikacyjnej Ligi Europy UEFA.
Czwarte miejsce w pucharach przypada zdobywcy Pucharu Irlandii Północnej.
W przypadku, gdy mistrz kraju zdobywa także puchar, miejsce przejmuje finalista pucharu, a jeśli i on ma zapewniony udział czwarta drużyna ligi.
Zdobywca pucharu lub wicemistrz rozpoczynają grę w Lidze Europy od II rundy kwalifikacyjnej.
Ostatnia, 12. drużyna tabeli, spada bezpośrednio do IFA Championship 1. Przedostatnia rozgrywa baraż z wicemistrzem IFA Championship 1.

## Drużyny
| Uczestnicy poprzedniej edycji | Uczestnicy poprzedniej edycji | Uczestnicy poprzedniej edycji | Uczestnicy poprzedniej edycji |
| --- | ----------------------------- | ----------------------------- | ----------------------------- |
| GLB | Glentoran F.C.                | Belfast                       | 1                             |
| LIN | Linfield F.C.                 | Belfast                       | 2                             |
| CRS | Crusaders F.C.                | Belfast                       | 3                             |
| LDI | Lisburn Distillery F.C.       | Lisburn                       | 4                             |
| COL | Coleraine F.C.                | Coleraine                     | 5                             |
| CLI | Cliftonville F.C.             | Belfast                       | 6                             |
| INS | Institute F.C.                | Drumahoe                      | 7                             |
| NCI | Newry City F.C.               | Newry                         | 8                             |
| GLL | Glenavon F.C.                 | Lurgan                        | 9                             |
| BAL | Ballymena United F.C.         | Ballymena                     | 10                            |
| po barażach |                               |                               |                               |
| DSW | Dungannon Swifts F.C.         | Dungannon                     | 12                            |
| Awans z IFA Championship |                               |                               |                               |
| PDN | Portadown F.C.                | Portadown                     | 1                             |
| Oznaczenia: - kolumna pierwsza – skróty nazw drużyn, - kolumna trzecia – siedziba klubu, - kolumna czwarta – miejsce zajęte w poprzednim sezonie. |                               |                               |                               |

## Faza zasadnicza

### Tabela
| Lp. | Drużyna            | M  | Z  | R  | P  | B+ | B- | +/– | Pkt | Kwalifikacja      |
| --- | ------------------ | -- | -- | -- | -- | -- | -- | --- | --- | ----------------- |
| 1   | Linfield           | 33 | 19 | 7  | 7  | 73 | 35 | +38 | 64  | grupa mistrzowska |
| 2   | Glentoran          | 33 | 17 | 8  | 8  | 53 | 38 | +15 | 59  | grupa mistrzowska |
| 3   | Cliftonville       | 33 | 17 | 6  | 10 | 59 | 39 | +20 | 57  | grupa mistrzowska |
| 4   | Crusaders          | 33 | 16 | 7  | 10 | 51 | 45 | +6  | 55  | grupa mistrzowska |
| 5   | Portadown          | 33 | 14 | 9  | 10 | 65 | 47 | +18 | 51  | grupa mistrzowska |
| 6   | Dungannon Swifts   | 33 | 14 | 9  | 10 | 50 | 49 | +1  | 51  | grupa mistrzowska |
| 7   | Coleraine          | 33 | 14 | 7  | 12 | 67 | 55 | +12 | 49  | grupa spadkowa    |
| 8   | Glenavon           | 33 | 12 | 6  | 15 | 42 | 57 | −15 | 42  | grupa spadkowa    |
| 9   | Ballymena United   | 33 | 10 | 6  | 17 | 39 | 48 | −9  | 36  | grupa spadkowa    |
| 10  | Newry City         | 33 | 7  | 10 | 16 | 28 | 56 | −28 | 31  | grupa spadkowa    |
| 11  | Lisburn Distillery | 33 | 8  | 4  | 21 | 35 | 70 | −35 | 28  | grupa spadkowa    |
| 12  | Institute          | 33 | 5  | 11 | 17 | 31 | 54 | −23 | 26  | grupa spadkowa    |

### Wyniki
| Gospodarz \ Gość   | BYM | CLI | COL | CRU | DUN | GLA | GLT | INS | LIN | LIS | NEW | POR | BYM | CLI | COL | CRU | DUN | GLA | GLT | INS | LIN | LIS | NEW | POR |
| ------------------ | --- | --- | --- | --- | --- | --- | --- | --- | --- | --- | --- | --- | --- | --- | --- | --- | --- | --- | --- | --- | --- | --- | --- | --- |
| Ballymena United   |     | 0–1 | 3–2 | 1–2 | 0–1 | 0–3 | 2–3 | 1–1 | 2–0 | 0–1 | 1–2 | 2–1 |     | 2–1 |     | 2–0 |     | 1–0 |     |     |     |     | 0–0 | 0–1 |
| Cliftonville       | 0–2 |     | 0–1 | 1–2 | 1–0 | 3–2 | 1–2 | 4–1 | 4–0 | 3–0 | 3–2 | 2–1 |     |     | 0–1 |     |     |     | 1–2 | 3–0 | 1–1 | 1–0 |     |     |
| Coleraine          | 3–2 | 3–3 |     | 4–1 | 2–1 | 3–0 | 0–1 | 3–1 | 2–2 | 2–1 | 3–0 | 3–3 | 3–1 |     |     |     |     |     | 4–3 | 1–1 | 1–3 | 1–3 |     |     |
| Crusaders          | 2–2 | 2–3 | 1–0 |     | 2–3 | 3–0 | 1–1 | 1–2 | 0–4 | 2–0 | 1–1 | 3–1 |     | 1–2 | 2–5 |     |     | 3–0 |     |     |     |     | 4–1 | 3–2 |
| Dungannon Swifts   | 2–1 | 1–1 | 1–0 | 1–2 |     | 4–0 | 1–1 | 2–1 | 2–2 | 2–1 | 0–0 | 2–8 | 2–1 | 0–2 | 1–1 | 1–1 |     |     | 2–0 |     |     |     |     | 4–4 |
| Glenavon           | 2–2 | 3–2 | 3–2 | 1–1 | 3–2 |     | 2–2 | 0–1 | 1–2 | 2–1 | 1–1 | 2–2 |     | 0–2 | 2–1 |     | 1–3 |     | 1–3 |     |     |     | 1–0 | 0–1 |
| Glentoran          | 1–2 | 2–1 | 0–6 | 0–1 | 0–0 | 2–0 |     | 1–1 | 2–2 | 1–0 | 0–1 | 1–0 | 3–0 |     |     | 0–0 |     |     |     | 2–1 | 2–2 | 2–0 |     |     |
| Institute          | 0–1 | 1–1 | 2–2 | 1–0 | 0–1 | 0–1 | 0–3 |     | 1–2 | 2–1 | 0–0 | 1–1 | 2–2 |     |     | 1–3 | 2–0 | 1–2 |     |     | 0–3 | 2–3 |     |     |
| Linfield           | 1–0 | 1–2 | 2–4 | 0–1 | 1–0 | 4–1 | 2–1 | 2–2 |     | 2–0 | 3–0 | 1–1 | 1–0 |     |     | 2–0 | 4–1 | 1–2 |     |     |     |     | 5–0 | 5–0 |
| Lisburn Distillery | 0–2 | 0–5 | 3–2 | 0–1 | 0–0 | 2–3 | 0–4 | 2–1 | 1–2 |     | 2–4 | 0–3 | 2–2 |     |     | 2–2 | 2–5 | 0–0 |     |     | 0–5 |     | 3–0 |     |
| Newry City         | 3–2 | 1–2 | 2–1 | 0–1 | 0–1 | 0–3 | 1–2 | 3–1 | 0–6 | 0–1 |     | 0–0 |     | 1–1 | 0–0 |     | 4–0 |     | 0–3 | 0–0 |     |     |     | 1–5 |
| Portadown          | 2–0 | 2–2 | 4–0 | 1–2 | 1–4 | 2–0 | 1–2 | 0–0 | 1–0 | 6–1 | 0–0 |     |     | 2–0 | 3–1 |     |     |     | 2–1 | 3–1 |     | 1–3 |     |     |

## Faza finałowa
| Section A |                    |    |    |    |    |    |    |     |    |                                              |     |     |     |     |     |     |     |     |     |     |     |     |     |
| 1         | Linfield (M, P)    | 38 | 22 | 8  | 8  | 78 | 37 | +41 | 74 | Liga Mistrzów UEFA • II runda kwalifikacyjna |     |     | 1–0 | 3–1 |     |     |     |     |     |     |     |     |     |
| 2         | Cliftonville       | 38 | 21 | 6  | 11 | 69 | 42 | +27 | 69 | Liga Europy UEFA • II runda kwalifikacyjna   |     |     |     |     | 1–0 | 4–1 | 2–0 |     |     |     |     |     |     |
| 3         | Glentoran          | 38 | 19 | 8  | 11 | 58 | 46 | +12 | 65 | Liga Europy UEFA • I runda kwalifikacyjna    |     |     | 0–3 |     |     | 1–0 | 2–0 |     |     |     |     |     |     |
| 4         | Crusaders          | 38 | 17 | 9  | 12 | 57 | 52 | +5  | 60 |                                              |     | 0–0 |     | 2–1 |     | 2–3 |     |     |     |     |     |     |     |
| 5         | Dungannon Swifts   | 38 | 16 | 9  | 13 | 56 | 58 | −2  | 57 |                                              | 0–1 |     |     |     |     |     |     |     |     |     |     |     |     |
| 6         | Portadown          | 38 | 15 | 10 | 13 | 70 | 55 | +15 | 55 | Liga Europy UEFA • I runda kwalifikacyjna    |     | 1–0 |     |     | 2–2 | 1–2 |     |     |     |     |     |     |     |
| Section B |                    |    |    |    |    |    |    |     |    |                                              |     |     |     |     |     |     |     |     |     |     |     |     |     |
| 7         | Coleraine          | 38 | 16 | 9  | 13 | 76 | 62 | +14 | 57 |                                              |     |     |     |     |     |     |     |     | 1–0 | 2–3 |     |     |     |
| 8         | Glenavon           | 38 | 12 | 7  | 19 | 47 | 67 | −20 | 43 |                                              |     |     |     |     |     |     |     |     |     | 1–1 | 1–3 | 1–2 |     |
| 9         | Newry City         | 38 | 10 | 12 | 16 | 38 | 63 | −25 | 42 |                                              |     |     |     |     |     |     |     | 3–2 |     | 1–0 | 2–2 |     |     |
| 10        | Ballymena United   | 38 | 11 | 7  | 20 | 46 | 56 | −10 | 40 |                                              |     |     |     |     |     |     | 2–4 |     |     |     | 1–2 | 3–0 |     |
| 11        | Lisburn Distillery | 38 | 11 | 6  | 21 | 45 | 76 | −31 | 39 | [ ii ]                                       |     |     |     |     |     |     |     | 1–1 |     |     |     |     | 2–1 |
| 12        | Institute (B, S)   | 38 | 6  | 13 | 19 | 36 | 62 | −26 | 31 | Baraż o IFA Premiership                      |     |     |     |     |     |     |     | 1–1 |     | 1–1 |     |     |     |

1. ↑  Portadown zakwalifikował się do Pucharu UEFA jako finalista Pucharu Irlandii.
2. 1 2  Z powodu otrzymania tylko przez jeden zespół IFA Championship licencji krajowej zmieniono system spadków w IFA Premiership. Ostatni zespół zamiast bezpośredniego spadku zagrał w barażu. Przedostatni zachował miejsce w lidze[10].

## Baraż o IFA Premiership
Donegal Celtic wicemistrz IFA Championship wygrał 1-0 w dwumeczu z Institute baraż o miejsce w IFA Premiership na sezon 2010/2011.
| 11 maja 2010 | Donegal Celtic | 0:0   | Institute |                              |
| 19:45        |                | (0:0) |           | Donegal Celtic Park, Belfast |

| 14 maja 2010 | Institute | 0:1   | Donegal Celtic       |                        |
| 19:45        |           | (0:0) | 85' Stephen McAlorum | YMCA Grounds, Drumahoe |

## Najlepsi strzelcy
| Bramki | Strzelcy         | Drużyna            |
| ------ | ---------------- | ------------------ |
| 30     | Rory Patterson   | Coleraine          |
| 17     | George McMullan  | Cliftonville       |
| 16     | Liam Boyce       | Cliftonville       |
| 16     | Darren Henderson | Coleraine          |
| 14     | Kevin Braniff    | Portadown          |
| 14     | Glenn Ferguson   | Lisburn Distillery |
| 14     | Richard Lecky    | Portadown          |
| 14     | David Rainey     | Crusaders          |
| 13     | Timmy Adamson    | Dungannon Swifts   |
| 12     | Gary McCutcheon  | Portadown          |

Źródło: 

## Stadiony
| Ballymena United |
| ---------------- |
| The Showgrounds  |
|                  |

| Cliftonville |
| ------------ |
| Solitude     |
|              |

| Coleraine       |
| --------------- |
| The Showgrounds |
|                 |

| Crusaders |
| --------- |
| Seaview   |
|           |

| Dungannon Swifts |
| ---------------- |
| Stangmore Park   |
|                  |

| Glenavon        |
| --------------- |
| Mourneview Park |
|                 |

| Glentoran |
| --------- |
| The Oval  |
|           |

| Institute    |
| ------------ |
| YMCA Grounds |
|              |

| Linfield     |
| ------------ |
| Windsor Park |
|              |

| Lisburn Distillery    |
| --------------------- |
| New Grosvenor Stadium |
|                       |

| Newry City      |
| --------------- |
| The Showgrounds |
|                 |

| Portadown     |
| ------------- |
| Shamrock Park |
|               |

Źródło: 